# ایونت سینماز
ایونت سینماز (انگلیسی: Event Cinemas) یا (انگلیسی: Greater Union Organisation Pty Ltd) بزرگ‌ترین گروه زنجیره سینما در کشور استرالیا و نیوزیلند است که در حال حاضر مالک بیش از ۱۴۰ پردیس سینمایی در سراسر جهان است.
این گروه سینمایی که در سال ۱۹۱۳ تأسیس شده دارای ۵۳ پردیس سینمایی در استرالیا، ۲۰ پردیس سینمایی در نیوزیلند و یک پردیس سینمایی در فیجی است. در بعضی از مجموعه‌های سینمایی ایونت سینماز نمایش فیلم‌ها به صورت آی‌مکس، دیجیتال سه‌بعدی، چهاربعدی‌اکس، اسکرین‌اکس و سینمای روباز برای مخاطبین ارائه می‌شود.